# کورت دالوگه
کورت دالوگه (به آلمانی: Kurt Daluege) (زاده ۱۵ سپتامبر ۱۸۹۷ – مرگ ۲۴ اکتبر ۱۹۴۶) یک سیاستمدار آلمانی و از سال ۱۹۴۲ تا سال ۱۹۴۳ فرماندار مناطق اشغالی بوهم و موراویا بود. وی به کمک کارل هرمان فرانک، به انتقام ترور رینهارد هایدریش، دو روستای لیدیسه و لژاکی را ویران و ساکنان آن دو روستا را قتل‌عام کردند.